# Корабель швидкої допомоги
«Корабель швидкої допомоги» (англ. Ambulance Ship) — збірка науково-фантастичних оповідань північноірландського письменника Джеймса Вайта, частина циклу оповідань та романів «Головний сектор».

## Оповідання
- «Зараза» — знайдено старовинний корабель сну, останні мешканці якого загинули лише за декілька місяців до цього. Рятувальний корабель та бригади швидкої допомоги спускаються з таємничою хворобою.
- «Карантин» — єдиного вижилого після аварії в космосі повертають до лікарні, але він шокує всіх, вбиваючи половину хірургічної бригади.
- «Відновлення» — знайдено судно без жодних видимих знаків розрізнення. Підлога коридору усередині всередині нього вбиває все, що проходить, включаючи жорстокого нечутливого та телепатичного жителя, який спілкується з персоналом швидкої про потребу Сліпих.

Видання Коргі 1980 року першим оповіданням має «Космічну пташку».